# Ciudad Delicias
Ciudad Delicias är en ort i Mexiko.   Den ligger i kommunen Delicias och delstaten Chihuahua, i den nordvästra delen av landet, 1 200 km nordväst om huvudstaden Mexico City. Ciudad Delicias ligger 1 172 meter över havet och antalet invånare är 102 969.
Terrängen runt Ciudad Delicias är platt. Runt Ciudad Delicias är det glesbefolkat, med 9 invånare per kvadratkilometer. Ciudad Delicias är det största samhället i trakten. Runt Ciudad Delicias är det i huvudsak tätbebyggt.